# Versi di Sagra
 (signalé en juillet 2025).
Si vous disposez d'ouvrages ou d'articles de référence ou si vous connaissez des sites web de qualité traitant du thème abordé ici, merci de compléter l'article en donnant les références utiles à sa vérifiabilité et en les liant à la section « Notes et références ».
- Archive Wikiwix
- Bing
- Cairn
- DuckDuckGo
- E. Universalis
- Gallica
- Google
- G. Books
- G. News
- G. Scholar
- Persée
- Qwant
- (zh) Baidu
- (ru) Yandex
- (wd) trouver des œuvres sur Wikidata

 (mai 2023).
Les Versi di Sagra sont un dialogue poétique créé par Ugu Peretti (1747-1838), le premier auteur pomontien en langue corse. Les Versi di Sagra étaient très célèbres dans la tradition populaire et connues avant les poèmes de Monsignori di la Fuata. I Versi di Sagra a mis en scène une querelle comique entre un mari et sa femme. Le ton des vers est drôle, la langue est crue, la société évoquée est un monde rural et pastoral où les mœurs sont dures et les passions violentes. Peut-être y aura-t-il à lire les racines éclatées d'une société et d'une culture méridionale qui se sont maintenues jusqu'à récemment. Ainsi, le langage et les principes de Peretti nous seront étrangement familiers.
Les strophes sont des octaves dans les Versets du Festival et la rime est double. La forme de la rime est la suivante : ABABABCC.

## I Versi di Sagra
Or quì ci hè Sagra di lu Canareddu
Chì pari una paghjola ristagnata ;
Vurria lu maritu più ziteddu,
Ma Paulu hà la barba mischiata ;
Nun cunnosci da caprettu à viteddu
È stà ‘nu Cataraghju riputata.
Ghjunghji, la sera, lu maritu stancu
È la trova cù li so mani à fiancu.
─ O Sà, dammi un bucconu ch’aghju fami !
O Natali, chì n’hè di stu sfatteghju ?
In u me locu, nun ci aghju ch'è danni
È la me roba và di mali in peghju ;
O Mattè, più nun vali ch'è tù chjami
Chì Petru, par la Cava hà persu l'eghju
È camusgià più nun possu à Maria
Chì for di modu hè imbizaritu Andria.
O Sà, dumani, s’è nun mi cuntorru,
Spizzìcami ‘ssi quattru picuracci,
È contami li capri à corru à corru,
Chì la predaghja nun si li prucacci ;
Pìddami dui ciuddi o qualchì porru
È mira d’appattà ‘ssi zitiddacci,
Parchì l'annata hè quidda chì pò essa
Nun si vidi chè ghjenti fendu l'essa.
Sì Bracacciola fussi vitiddata,
Dalli l'aguattu è pidda lu viteddu
Parchì aval' semu a pé di la branata
Forsa ci scamparia qualchì ziteddu ;
Vigu l'annata cruda è dispiitata
Nun matura nè spiga nè graneddu ;
O siccu o verdu, o com’è vodda sia
S'aspetta l'orzu com'è lu Missia.
O Sà, dumani spulgiami ‘ssu lettu !
O Natali, tù teni par Urgonu,
È Matteu si piddi lu Purettu
È Petru falarà ‘nu Caniasgionu
Andria fermi quì chì hè nudu è brettu
È vardi li capretta ‘nu sarconu ;
Eiu andaraghiu in Trastaghjacciu
Chì ci hè Natali è mi darà sullacciu.
Sì tù vol’ senta à mè, u me fiddolu
Diccippemu lu vicu di la Cava ;
Lu punaremu à pomi è à fasgiolu,
Ci piantaremu la pisa è la fava,
L’aghju visti ‘nu fiuminali d’Urtolu,
In tempu ch'in Sartè ci liticava,
Demuci ad ugni lama prunicuta
Chì lu Signori assisti à chì s’aiuta
Or cuddemucini à la muntagna,
Ci piantaremu una famosa vigna,
È d’oliu ni faremu una Balagna,
Ci fundaremu una nuvella Archigna.
Hè vera chì saremu in faccia à Cagna,
Ma nun ci hè bisognu à cumprà ligna.
Culà ci ni staremu curci è muzzi
È ci ni ghjucaremu à li cucuzzi.
─ O Pà, sintiti una poca di bonu
È lascemuli andà tutti in ubliu.
─ O Sà, tù se una donna di tonu
È ti voddu senta gloria à Diu...
─ Andemucini à l'acqua di Sarconu ;
Nun purtaremu più un pé di vivu.
Culà faremu è vigna è giardinu
È daremu l’invidia à lu vicinu.
─ O Sà, sta cosa mi faria gran tortu.
Tù vurristi zappà la me famidda ;
Sa bè chì nun vivu hè com’è mortu
È focu nun s’accendi in quidda zidda.
Chì prufittu hà tiratu da quiddu ortu
Chì in Piscia ci facia Canupidda ?
S’iddi ùn fùssini stati li bistiami
Culà saria mortu da la fami !...
─ Ghjesù, ciò ch’iddu dici ‘ssu vichjacciu,
‘Ssu cutalacciu rozzu è carcu à bava !
Ma chì di tè ni fàccianu lu stracciu
Par sempri ti cundànnini à la trava !
O l’ingratu è bruttu sputritacciu !
À chì più t’imponi è più ti strava
È nun basta à veda lu to vistutu
Par ben sapè quantu tù sè astutu ?
─ O coccia mora scusciaticcia  vacca,
Sè pur la risa di lu to vicinu ;
À lu focu si metti è pò si spacca.
Or circa d'appuntatti issu suddinu !
S’è sintissi à tè, cingnaria li sacca
Or quiddi chì purtava u to cucinu,
Cun tantu lutu è tanta roba bona
Chì faci spaventu ad ogni parsona.
─ Hè vera, sò la risa di la ghjenti
Da quandu sò la toia, o strianciacatu !
À chì nun ti vidi è pur' ti senti,
Ghjàcaru durmichjonu strascinatu !
Or quantu sò li to fatichi è stenti,
Chì hai un cavaddu è mai l'ha insummatu !
Sa’ chì quandu ghje’ era ind’è babbeddu
Mi salutava barretta è capeddu.
─ Finimu ‘ssi discorsi o mal’ lavata
Sì tù nun vol’ riceva centu botti,
Aval’ chì semu à a fini di l'annata
La brutta mi vol’ dà tanti strambotti.
Si vidi chì tù sè mal’ affasciata ;
Or magna pur’ chì lu to corpu sbotti !
Abbastanza t’aghju ghjà suppurtatu
Prima d'avali t’avissi eiu lacatu.
─ Comprati pur’ li to russi scarpucci
È nun andà più peda strascinonu ;
Sa ch’eiu so parenti à li Ghjadducci
È lu me ziu hè omu di gran’ tonu ;
Aghju un frateddu ind’è li Santucci
Chì ti suttarraria in u to sarconu
È pò d’un maciddari so cucina
Chì stà in Bonifaziu, à la marina.
─ S’è nun lachessi par l'amor' di Diu,
È chì tù ùn fussi lu me spuddatoghju,
Vurristi ch’è timissi anc’à to ziu,
Bonu da li capretta in lu vintoghju !
À to frateddu nè mortu nè vivu
Li faria pruvà lu stangatoghju !
À to cuginu li tremani li ghjambi
Quistu annu chì cumbatti cù la fami.
─ Sé divintatu cusì fieru è bonu ?
O altramenti cù li principali...
Nun ti ramenti più di Luvicionu
Quandu t’incatassò in u sipali ?...
Ti deti tanti colpa di bastona
Chè grammazè à lu sgiò Annibali.
Ti feci tantu veda a maladetta
Ch’avali li ti levi di barretta !

## De la vie à nouveau
- Ugo Peretti